# Camperdown
Camperdown is een plaats in het zuidwesten van de Australische deelstaat Victoria en telt 3369 inwoners (2016).
Camperdown ligt 190 km ten westen van de hoofdstad van de deelstaat Melbourne, zo'n 50 km van de kust van de Indische Oceaan.

## Geboren
- Mathew Hayman (1978), wielrenner
- Grace Brown (1992), wielrenster

## Trivia
Camperdown dankt zijn naam aan de Zeeslag bij Camperduin (1797) in Noord-Holland. De naam werd gegeven door William Bligh, officier in de Engelse zeemacht, die een grondgebied van 240 acres (1 km²) kreeg en hier het Australische dorpje op stichtte.